# Humularia meyeri-johannis
Humularia meyeri-johannis är en ärtväxtart som först beskrevs av Hermann August Theodor Harms och De Wild., och fick sitt nu gällande namn av Paul Auguste Duvigneaud. Humularia meyeri-johannis ingår i släktet Humularia och familjen ärtväxter. Inga underarter finns listade i Catalogue of Life.